# Italia ai III Giochi olimpici invernali
L'Italia partecipò ai III Giochi olimpici invernali, svoltisi a Lake Placid dall'4 al 15 febbraio 1932, senza aggiudicarsi medaglie.

## Risultati

### Bob
| Gara      | Pos. | Atleti                                                                         | Manche1 | Manche2 | Manche3 | Manche4 | Totale  | Distacco |
| --------- | ---- | ------------------------------------------------------------------------------ | ------- | ------- | ------- | ------- | ------- | -------- |
| A due     | 6    | Teofilo Rossi di Montelera Italo Casini                                        | 2:15.45 | 2:08.10 | 2:06.58 | 2:06.20 | 8:36.33 | +21.59   |
| A due     | 8    | Agostino Lanfranchi Gaetano Lanfranchi                                         | 2:20.08 | 2:13.47 | 2:08.00 | 2:09.11 | 8:50.66 | +35.92   |
| A quattro | 5    | Teofilo Rossi di Montelera Agostino Lanfranchi Gaetano Lanfranchi Italo Casini | 2:07.87 | 2:06.62 | 2:07.94 | 2:01.78 | 8:24.21 | +30.53   |

### Combinata nordica
| Pos. | Atleta            | Punti Fondo | Punti Salto | Media Punti |
| ---- | ----------------- | ----------- | ----------- | ----------- |
| 12   | Ernesto Zardini   | 163,50      | 198,7       | 362,20      |
| 17   | Ingenuino Dallago | 150,00      | 196,0       | 346,00      |
| 21   | Severino Menardi  | 165,00      | 167,7       | 332,70      |

### Salto con gli sci
| Pos. | Atleta            | 1° Salto | 1° Salto | 2° Salto | 2° Salto | Totale |
| Pos. | Atleta            | Salto    | Punti    | Salto    | Punti    | Totale |
| ---- | ----------------- | -------- | -------- | -------- | -------- | ------ |
| 14   | Ernesto Zardini   | 53,0     | 92,5     | 65,0     | 104,2    | 196,7  |
| 16   | Ingenuino Dallago | 58,5     | 101,4    | 53,0     | 93,5     | 194,9  |
| 27   | Severino Menardi  | 36,5     | 70,2     | 56,5     | 91,4     | 161,6  |

### Sci di fondo
| Gara           | Pos. | Atleta              | Tempo    |
| -------------- | ---- | ------------------- | -------- |
| 18 km maschile | 25   | Andrea Vuerich      | 1:38'42" |
| 18 km maschile | 26   | Gino Soldà          | 1:39'43" |
| 18 km maschile | 34   | Severino Menardi    | 1:43'04" |
| 50 km maschile | 12   | Erminio Sertorelli  | 4:59'00" |
| 50 km maschile | -    | Giovanni Delago     | DNF      |
| 50 km maschile | -    | Francesco De Zulian | DNF      |